# S1PR4
Sfingozin 1-fosfatni receptor 4 (S1PR4) je ljudski gen koji kodira G protein spregnuti receptor za koji se vezuje lipidni signalni molekul sfingozin 1-fosfat (S1P). Gen S1PR4 ne sadrži introne.

## Funkcija
Ovaj protein učestvuje u endotelnoj diferencijaciji. Za njega se vezuju lizofosfolipidi ili lizosfingolipidi. On učestvuje u ćelijskoj signalizaciji mnogih ćelijskih tipova. Specifičan ze za limfoidna tkiva.

## Literatura
- Gräler MH, Bernhardt G, Lipp M (1998). „EDG6, a novel G-protein-coupled receptor related to receptors for bioactive lysophospholipids, is specifically expressed in lymphoid tissue.”. Genomics. 53 (2): 164—9. PMID 9790765. doi:10.1006/geno.1998.5491.
- Yamazaki Y; Kon J; Sato K;  . (2000). „Edg-6 as a putative sphingosine 1-phosphate receptor coupling to Ca(2+) signaling pathway.”. Biochem. Biophys. Res. Commun. 268 (2): 583—9. PMID 10679247. doi:10.1006/bbrc.2000.2162.
- Van Brocklyn JR; Gräler MH; Bernhardt G;  . (2000). „Sphingosine-1-phosphate is a ligand for the G protein-coupled receptor EDG-6.”. Blood. 95 (8): 2624—9. PMID 10753843.
- Idzko M; Panther E; Corinti S;  . (2002). „Sphingosine 1-phosphate induces chemotaxis of immature and modulates cytokine-release in mature human dendritic cells for emergence of Th2 immune responses.”. Faseb J. 16 (6): 625—7. PMID 11919175.
- Kveberg L; Bryceson Y; Inngjerdingen M;  . (2002). „Sphingosine 1 phosphate induces the chemotaxis of human natural killer cells. Role for heterotrimeric G proteins and phosphoinositide 3 kinases.”. Eur. J. Immunol. 32 (7): 1856—64. PMID 12115604. doi:10.1002/1521-4141(200207)32:7<1856::AID-IMMU1856>3.0.CO;2-B.
- Candelore MR; Wright MJ; Tota LM;  . (2002). „Phytosphingosine 1-phosphate: a high affinity ligand for the S1P(4)/Edg-6 receptor.”. Biochem. Biophys. Res. Commun. 297 (3): 600—6. PMID 12270137. doi:10.1016/S0006-291X(02)02237-4.
- Contos JJ, Ye X, Sah VP, Chun J (2002). „Tandem genomic arrangement of a G protein (Gna15) and G protein-coupled receptor (s1p(4)/lp(C1)/Edg6) gene.”. FEBS Lett. 531 (1): 99—102. PMID 12401211. doi:10.1016/S0014-5793(02)03409-9.
- Strausberg RL; Feingold EA; Grouse LH;  . (2003). „Generation and initial analysis of more than 15,000 full-length human and mouse cDNA sequences.”. Proc. Natl. Acad. Sci. U.S.A. 99 (26): 16899—903. PMC 139241 . PMID 12477932. doi:10.1073/pnas.242603899.
- Vogler R; Sauer B; Kim DS;  . (2003). „Sphingosine-1-phosphate and its potentially paradoxical effects on critical parameters of cutaneous wound healing.”. J. Invest. Dermatol. 120 (4): 693—700. PMID 12648236. doi:10.1046/j.1523-1747.2003.12096.x.
- Gräler MH; Grosse R; Kusch A;  . (2003). „The sphingosine 1-phosphate receptor S1P4 regulates cell shape and motility via coupling to Gi and G12/13.”. J. Cell. Biochem. 89 (3): 507—19. PMID 12761884. doi:10.1002/jcb.10537.
- Kyi CS, Key SJ, Lloyd TW (2003). „Use of a nasogastric catheter to prevent soft tissue entanglement of the externally ported distractor arm.”. International journal of oral and maxillofacial surgery. 32 (3): 337—8. PMID 12767884. doi:10.1054/ijom.2003.0364.
- Holdsworth G; Osborne DA; Pham TT;  . (2005). „A single amino acid determines preference between phospholipids and reveals length restriction for activation of the S1P4 receptor.”. BMC Biochem. 5: 12. PMID 15298705. doi:10.1186/1471-2091-5-12.
- Gerhard DS; Wagner L; Feingold EA;  . (2004). „The status, quality, and expansion of the NIH full-length cDNA project: the Mammalian Gene Collection (MGC).”. Genome Res. 14 (10B): 2121—7. PMC 528928 . PMID 15489334. doi:10.1101/gr.2596504.
- Rual JF; Venkatesan K; Hao T;  . (2005). „Towards a proteome-scale map of the human protein-protein interaction network.”. Nature. 437 (7062): 1173—8. PMID 16189514. doi:10.1038/nature04209.

## Spoljašnje veze
- „Lysophospholipid Receptors: S1P4”. IUPHAR Database of Receptors and Ion Channels. International Union of Basic and Clinical Pharmacology. Архивирано из оригинала 03. 03. 2016. г.
- Lysophospholipid+receptors на 